# Toharski jezici
Toharski je izumrla grana indoeuropske jezične porodice kojom su se služili Toharci na području oaza sjevernih predjela Tarimske zavale (današnji Xinjiang - Autonomna regija Ujgurskog naroda). Dokumenti datirani na period šestog do osmog stoljeća bilježe dva bliskosrodna jezika nazvana toharski A (istočnotoharski, agnijski ili turfanski) i toharski B (zapadnotoharski ili kučanski). Glavna tematika kojom se bave tekstovi sugerira da je toharski A bio arhaičniji i korišten kao budistički liturgijski jezik, dok je toharski B bio aktivno govoren na cijelom prostora od Turfana na istoku pa sve do Tumshuqa na zapadu. Korpus posuđenica i imena pronađenih u prakrtskim dokumentima nose naziv toharski C (tzv. kroränijski). Ovi jezici su izumrli nakon širenja turkijskih plemena Ujgura u Tarimsku zavalu u devetom stoljeću.

## Otkriće i njegova važnost
Postojanje toharskih jezika i pisma nije bilo naslućivano sve do arheoloških istraživanja Tarimske zavale. Ta istraživanja je vršio britansko-mađarski arheolog Aurel Stein početkom 20. stoljeća a otkrio je fragmente i rukopise sa zapisima na nepoznatom jeziku a datirane na period između 6. i 8. stoljeća.
Uskoro se ispostavilo da zapisi sadržavaju tekstove pisane dvama različitim ali srodnim jezicima koji pripadaju dotada nepoznatoj grani indoeuropske porodice, sada poznate kao toharski:
- Toharski A (agnijski ili istočnotoharski, u izvornom obliku ārśi) s područja Karašara i Turfana
- Toharski B (kučanski ili zapadnotoharski) s područja Kuče i drugih lokacija

Prakrtski dokumenti iz trećeg stoljeća s područja Kröran (Loulansko kraljevstvo) na jugoistoku Tarimske zavale sadržavaju posuđenice i imena za koje se čini da dolaze iz treće varijante toharskog, nazvane toharski C.
Otkriće toharskog početkom 20. stoljeća je pobilo neke teorije o odnosima indoeuropskih jezika i ponovno oživilo to područje istraživanja. Prije otkrića toharskog mislilo se da je podjela na kentumske i satemske jezike jednostavna podjela na zapad i istok. No, toharski jezici su bitna geografska iznimka takvom poimanju jer su najistočnija grana indoeuropske jezične porodice a pripadaju kentumskoj skupini. Rezultat ovoga je bila nova hipoteza temeljena na tzv. teoriji valova (njem. Wellentheorie) njemačkog lingvista Johannesa Schmidta, koja sugerira da satemizacija predstavlja jezičnu inovaciju iz središnjeg dijela govornog prostora indoeuropskog prajezika. Tako bi kentumske jezike na istočnom i zapadnom dijelu ta promjena jednostavno zaobišla.
Toharski je najvjerojatnije izumro nakon 840. godine. Tada u Tarimsku zavalu dolaze Ujguri koje Kirgizi protjeruju iz Mongolije. Ovu teoriju podržavaju otkrića prijevoda toharskih tekstova u ujgurski jezik. Za vrijeme ujgurske vladavine Tohari se miješaju s Ujgurima te se time dobiva velik dio modernog stanovništva današnje provincije Xinjiang.

## Nazivi
Kolofon budističkog rukopisa na staroturkijskom jeziku tvrdi da je preveden iz Sanskrta posredstvom jezika nazvanog twγry, kojeg Nijemac Friedrich W. K. Müller čita kao toxrï i kojeg povezuje s novootkrivenom jezikom iz okolice Turfana. Dalje povezuje toxrï s etnonimom Tócharoi (starogrčki: Τόχαροι) koji dolazi iz indoiranskog. Müller predlaže naziv toharski. Ptolomejeve Tócharoi učestalo današnji istraživaći povezuju sa skupinom Yuezhi iz kineskih spisa, utemeljitejlima Kušanskog Carstva. Danas je poznato da su oni govorili baktrijskim jezikom, jezikom iz istočnoiranske skupine, a ne toharskim. Unatoč tomu, naziv toharski se koristi kao uobičajen naziv za jezik rukopisa otkrivenih u Tarimskoj zavali.
Naziv toxrï je vjerojatno staroturkijski naziv za Tohare i ne pronalazi se u samim toharskim tekstovima. Endonim kojeg pronalazimo u tekstovima toharskog A je ārśi, a u tekstovima toharskog B pronalazimo pridjev kuśiññe koji dolazi od kuśi ili kuči. Potonji naziv je poznat i iz kineskih i turkijskih dokumenata. Povjesničar Bernard Sergent se služio nazivom Arśi-Kuči, no u međuvremenu ga je zamijenio s Agni-Kuči.

## Pismo
Toharski je zabilježen u fragmentarnim rukopisima, većinom iz 8. stoljeća, koji su zapisani na listovima palme, drvenim pločama te kineskom papiru, očuvanom zbog iznimno suhe klime u Tarimskoj zavali. Primjerci su otkriveni na nalazištima u Kuči i Karašaru, zajedno s muralnim natpisima.
Veći dio toharskog pisma je izveden iz Brahmi slogovnog pisma (abugida) i obično se naziva kosi Brahmi. Manji dio tekstova je pisan i manihejskim pismom u kojem su bilježeni manihejski tekstovi. Ubrzo po otkriću postalo je očito da je velik dio tekstova u stvari prijevod već poznatih sanskrtskih budističkih djela, a neki su dijelovi čak bili i dvojezični što je uvelike pomoglo u dešifriranju novootkrivenog jezika. Osim budističkih i manihejskih religijskih tekstova otkrivene su i samostanske prepiske, računi, komercijalni dokumenti, karavanske putovnice, medicinski i magičarski tekstovi te jedna ljubavna pjesma.
1998. godine je kineski lingvist Ji Xianlin objavio prijevod i analizu fragmenata toharskog zapisa Maitreyasamiti-Nataka otkrivenog 1974. godine u Yanqiju.
Najznačajniju inovaciju u odnosu na postojeće Brahmi pismo predstavlja korištenje tzv. Fremdzeichena (u prijevodu strani znakovi) za prikazivanje kombinacija suglasnika i samoglasnika ä.

## Nalazišta
Glavno nalazište rukopisa na toharskom B je na području Kuče. Na tom području je oko 7. stoljeća postojalo Kraljevstvo Kuča čiji je službeni jezik bio toharski B. Najvažnije nalaziše kod Kuče je Miŋ-öy (u prijevodu tisuću špilja) u blizini Qizila, gdje je pronađeno 230 budističkih špilja. Drugo najvažnije nalazište je Duldur Aqur. Osim ta dva nalazišta postoji i niz drugih manje važnih nalazišta kao što su npr. Subeši, Qumtura i Qizil Qaya.
Velik broj rukopisa je pronađen na relativno malom nalazištu s područje Korla, sjeverno od naselja Šorčuq i južno od naselja Šigšin. Većina rukopisa s područja Turpana pronađena su na nalazištima Siŋgim, Bezäklik i Xočo, a nešto manji broj na nalazištu Maralbeši, između gradova Kašgar i Aksu.

## Toharski A i B
Toharski A i B se znatno razlikuju no ne zna se jesu li jezici bili međusobno razumljivi. Zajednički toharski prajezik bi im morao prethoditi barem nekoliko stoljeća, što ga stavlja negdje u prvo tisućljeće pr. Kr.
Toharski A je pronađen samo na istoku toharskog govornog područja i svi otkriveni tekstovi su religijske naravi. S druge strane, toharski B je pronađen diljem zavale i osim religijskih tekstova pronađeni su i sekularni tekstovi. Zato se pretpostavlja da je toharski A bio liturgijski jezik i da u vrijeme kada su pisani otkriveni tekstovi više nije imao izvorne govornike, dok bi se toharski B govorio na cijelom području.
Pretpostavljeni odnos toharskog A i B kao liturgijskog i govornog oblika se ponekad uspoređuje s odnosom latinskog jezika i raznih romanskih jezika, ili pak s klasičnim kineskim i mandarinskim. No, u oba navedena slučaja liturgijski jezik je također i jezični predak govornog oblika, dok takvog odnosa nema između toharskog A i toharskog B. Štoviše, s fonološkog gledišta toharski B (živući u vrijeme pisanja otkrivenih rukopisa) je znatno konzervativniji od toharskog A, i koristi se kao glavni izvor rekonstrukcije toharskog prajezika. Jedino toharski B održava pratoharske karakteristike poput razlikovanja naglaska, dočetnog samoglasnika u riječima, diftonga i razlike između o i e. Kao rezultat gubitka završnih samoglasnika u toharskom A je došlo i do gubljenja određenih pratoharskih gramatičkih kategorija koje su i dalje opstale u toharskom B, među njima padež vokativ i određene imenske i pridjevske deklinacije te glagolske konjugacije.
I jedan i drugi jezik su inovirali na području deklinacijskih i konjugacijskih svršetaka. Oba jezika imaju značajne inovacije kod sufiksa prezenta aktiva indikativa, no inovacije su posve različite prirode. Zbog toga je jedino nastavak drugog lica jednine srodan među jezicima, a u većini slučajeva nijedna od varijanata se ne podudara s praindoeuropskim oblikom. Paralelno razvijaju aglutinativne sekundarne padežne nastavke no nastavci im dolaze iz različitih izvora. Glagolske klase također pokazuju različite izvore, tako se npr. za drugu klasu preterita u toharskom A koristi reduplikacija (možda od redupliciranog aorista) dok se u toharskom B koristi praindoeuropsko ē (možda od perfekatskog oblika na dugi samoglasnik, kao u latinskom lēgī, fēcī, itd.).

## Periodizacija
Ne zna se sa sigurnošću kad se toharski B govorio no vjerojatno ne zadugo nakon zadnjih tekstova. Pronađene tekstove datiramo na tri načina:
1. u odnosu na druge tekstove pisane istim pismom, koristeći se paleografijom
2. uz pomoć nadnevaka koji se spominju u malom broju tekstove te
3. uz pomoć datiranja ugljikom-14 organskih materijala u papiru rukopisa

U datiranju nam pomaže i činjenica da se Sanskrt piše istim pismom. Kako se to pismo mijenjalo kroz vrijeme, moguće je usporediti razne inačice pisma korištenog za Sanskrt i onog korištenog za toharski B te ustanoviti u kojim su svojim varijantama ta pisma najbliža. Navedenom usporedbom pisama dolazi se do zaključka da je toharski B pisan varijantom koja je korištena od 6. do 8. stoljeća za Sanskrt.
Uz to imamo i mjestimično spominjanje nadnevaka. Tako se u jednoj putnoj propusnici spominju kraljevi Kuče, Suvarnapuspa i njegov sin Suvarnadeva. Zahvaljujući natpisu u Qizil Qayu, vladavina ovih kraljeva se može povezati i s kineskim kalendarom čijim daljnjim istraživanjem dolazimo do točnog nadnevka, a taj bi bio 8. kolovoz 642. godine.
Neki rukopisi su datirani ugljikom-14, no ishodi se ne poklapaju u potpunosti s ostalim zaključcima jer se u to vrijeme često papir reciklirao za ponovno uporabu. Rezultati datiranja ugljikom-14 stavljaju najranije tekstove u vrijeme oko 400. godine a najkasnije tekstove i u 12. stoljeće.

## Fonologija
Na fonološkoj razini toharski pripada kentumskim jezicima indoeuropske porodice što znači da se gube palatalno-velarni suglasnici (*ḱ, *ǵ, *ǵʰ) i umjesto njih se koriste obični velarni suglasnici (*k, *g, *gʰ). Kentum jezike pretežito pronalazimo na zapadu i na jugu Europe (grčki, italski, keltski, germanski). S obzirom na to, toharski bi (poput djelomično grčkog i anatolijskih jezika) bio izoliran u području gdje prevladavaju satemske populacije indoeuropske porodice (tj. gdje palatalno-velarni suglasnici prelaze u sibilante). Otkriće toharskog je doprinijelo sumnjama o dotadašnjoj pretpostavci da se praindoeuropski u jednom trenutku podijelio na zapadnu i istočnu granu.

### Samoglasnici
|               | prednji | srednji | stražnji |
| ------------- | ------- | ------- | -------- |
| zatvoreni     | i /i/   | ä /ɨ/   | u /u/    |
| poluzatvoreni | e /e/   | a /ə/   | o /o/    |
| otvoreni      |         | ā /a/   |          |

Iako toharski A i B koriste isti skup samoglasnika, oni se često ne podudaraju. Tako npr. u pratoharskom nije bilo samoglasnika a. Samoglasnik a u toharskom B dolazi od prijašnjeg naglašenog ä ili nenaglašenog ā (koje je ostalo nepromijenjeno u toharskom A), dok je samoglasnik a u toharskom A došao od pratoharskog /ɛ/ i /ɔ/ (koji su pak u toharskom B dali /e/ i /o/). Samoglasnici e i o u toharskom A su s druge strane uglavnom rezultat monoftongizacije bivših diftonga (koji su i dalje postojali u toharskom B). Ni toharski A ni B nisu imali duljinu samoglasnika kao distinktivno obilježje.

### Diftonzi
|                                | prednji samoglasnik na kraju | stražnji samoglasnik na kraju |
| ------------------------------ | ---------------------------- | ----------------------------- |
| nezaobljen početni samoglasnik | ai /əi/                      | au /əu/ āu /au/               |
| zaobljen početni samoglasnik   | oy /oi/                      |                               |

Diftonzi se pojavljuju samo u toharskom B.

### Suglasnici
Potonja tabela sadržava rekonstruirane foneme u toharskom zajedno s njihovom transkripcijom. S obzirom na to da je toharski pisan pismom koje je izvorno namijenjeno za Sanskrt i njegove potomke, transkripcija glasova je temeljena izravno na transkripciji odgovarajućih sanskrtskih glasova. Toharsko pismo ima znakove koji predstavljaju sve preostale sanskrtske glasove ali oni se pojavljuju samo u posuđenicama iz Sanskrt i najvjerojatnije nisu imali poseban izgovor u toharskom. Za neke od znakova se ne može sa sigurnošću reći kako su se izgovarali, pogotovo u slučaju palataliziranih obstruenata.
|                        | bilabijali | alveolari | alveopalatali | palato-alveolari | palatali | velari | labijalizirani velari |
| ---------------------- | ---------- | --------- | ------------- | ---------------- | -------- | ------ | --------------------- |
| plozivi                | p /p/      | t /t/     | c /tɕ/?2      |                  |          | k /k/  |                       |
| afrikate               |            | ts /ts/   |               |                  |          |        |                       |
| frikativi              |            | s /s/     | ś /ɕ/         | ṣ /ʃ/?3          |          |        |                       |
| nazali                 | m /m/      | n ṃ /n/1  |               |                  | ñ /ɲ/    | ṅ /ŋ/4 |                       |
| vibranti               |            | r /r/     |               |                  |          |        |                       |
| aproksimanti           |            |           |               |                  | y /j/    |        | w /w/                 |
| lateralni aproksimanti |            | l /l/     |               |                  | ly /ʎ/   |        |                       |

1. /n/ se tranksribira dvama različitim znakovima u toharskom pismu, ovisno o poziciji. Na temelju odgovarajućeg znaka u Sanskrtu, transkribiraju se kao ṃ (na kraju riječi i ispred nekih klitika) i kao n (u svim ostalim situacijama). Valja napomenuti da ṃ predstavlja glas /n/ a ne /m/.
2. Glas zapisan kao c vjerojatno odgovara palatalnom plozivu /c/ iz Sanskrta. Supojavljivanje skupine śc sugerira da je izgovor bio /tɕ/, no to se ne može ustanoviti sa sigurnošću.
3. Glas zapisan kao ṣ odgovara retrofleksnom sibilantu /ʂ/ iz Sanskrta, no čini se da je vjerojatnije bio postalveolarni sibilant /ʃ/ (poznatiji kod nas kao š), zato što dolazi od palataliziranog /s/.
4. Glas ṅ /ŋ/ se pojavljuje samo ispred k, ili u skupinama gdje k nestaje između suglasnika. Očigledno ima fonemsku vrijednost jer istovremeno postoje i nizovi nk te ñk (kao rezultat sinkope tj. gubitka ä između njih).

### Samoglasni sustav u usporedbi s praindoeuropskim
| praindoeuropski | pratoharski | toharski B  | toharski A |
| --------------- | ----------- | ----------- | ---------- |
| *a              | *a          | /a/ ā́ ~ a   | ā          |
| *e              | *ə          | /ə/ á ~ ä/Ø | ä/Ø        |
| *i              | *ə          | /ə/ á ~ ä/Ø | ä/Ø        |
| *o              | *ë          | e           | a          |
| *u              | *ə          | /ə/ á ~ ä/Ø | ä/Ø        |
| *ā              | o           | o           | a          |
| *ē              | e           | e           | a          |
| *ī              | i           | i /əy/      | i /y/      |
| *ō              | a           | /a/ ā́ ~ a   | ā          |
| *ū              | u           | u /əw/      | u /w/      |

## Morfologija
Sustav imenica u toharskom razlikuje dva roda (muški, ženski) i dodatnu imensku klasu "alternirajućeg" roda. Alternirajuće imenice u jednini imaju sklonidbu muškog roda a u množini sklonidbu ženskog roda. Alternirajuća klasa dolazi od praindoeuropskih imenica srednjeg roda.
|                   | "čisti muškarac" (muški rod) | "čista žena" (ženski rod) | "čista misao" (alternirajuća klasa) |
| ----------------- | ---------------------------- | ------------------------- | ----------------------------------- |
| nominativ jednine | astare enkwe                 | astarya klyiye            | astare palsko                       |
| akuzativ jednine  | astareṃ enkweṃ               | astaryai klaiñ            | astareṃ palsko                      |
| nominativ množine | astari enkwi                 | astarona klaina           | astarona pälskonta                  |
| akuzativ množine  | astareṃ enkweṃ               | astarona klaina           | astarona pälskonta                  |

Imenice se sklanjaju po devet padeža. Tri padeža smatramo primarnima (nominativ, genitiv i kosi padež) i oni dolaze iz praindoeuropskog (od nominativa, akuzativa i genitiva). Preostalih šest padeža su sekundarni i aglutinativni. To su alativ, perlativ, ablativ, lokativ, komitativ i kauzal. Dodaju se na kraj riječi u akuzativu, i to samo na posljednju riječ unutar imenske skupine. Potonji fenomen se naziva Gruppenflexion (skupno sklanjanje) a pronalazimo ga također i u turkijskim jezicima, japanskom te korejskom jeziku. Kao primjer, u imenskoj skupini kektseñ reki palsko-sa svaka pojedina riječ se nalazi u perlativu (-sa sufiks, u značenju se podudara s našim instrumentalom), ali samo posljednja (palsko) je i morfološki obilježena za taj padež a ostale ga dobivaju kao članovi skupine. Značenje cijele imenske skupine je tijelom, riječju i mišlju.
Nastavci sekundarnih padeža su nastali gramatikalizacijom postpozicija (poslijeloga).
| nastavak | padež     | značenje        |
| -------- | --------- | --------------- |
| -śc      | alativ    | prema           |
| -sa      | perlativ  | kroz, sa, putem |
| -meṃ     | ablativ   | iz, od          |
| -ne      | lokativ   | u               |
| -mpa     | komitativ | zajedno sa      |
| -ñ       | kauzal    | zbog, radi      |

## Sintaksa
Za red riječi u toharskom možemo izvesti nekoliko tendencija (ali ne nužno i striktnih pravila)
- opisne riječi obično dolaze ispred glava imenskih fraza
- redoslijed je obično Subjekt - Objekt - Glagol (tzv. SOV)
- objekt slijedi iza imperativa
- uobičajena imenska fraza je određivač (determiner) - pridjev - imenica
- posvojni genitiv dolazi ispred imenice
- postpozicije su učestalije od prepozicija
- zavisna rečenica uglavnom prethodi glavnoj

## Vanjske poveznice
- Toharsko pismo
- Uvod u toharski jezik  Arhivirana inačica izvorne stranice od 21. travnja 2014. (Wayback Machine)
- Rječnik toharskog B
- Baza otkrivenih toharskih rukopisa